# Nina Mercedez

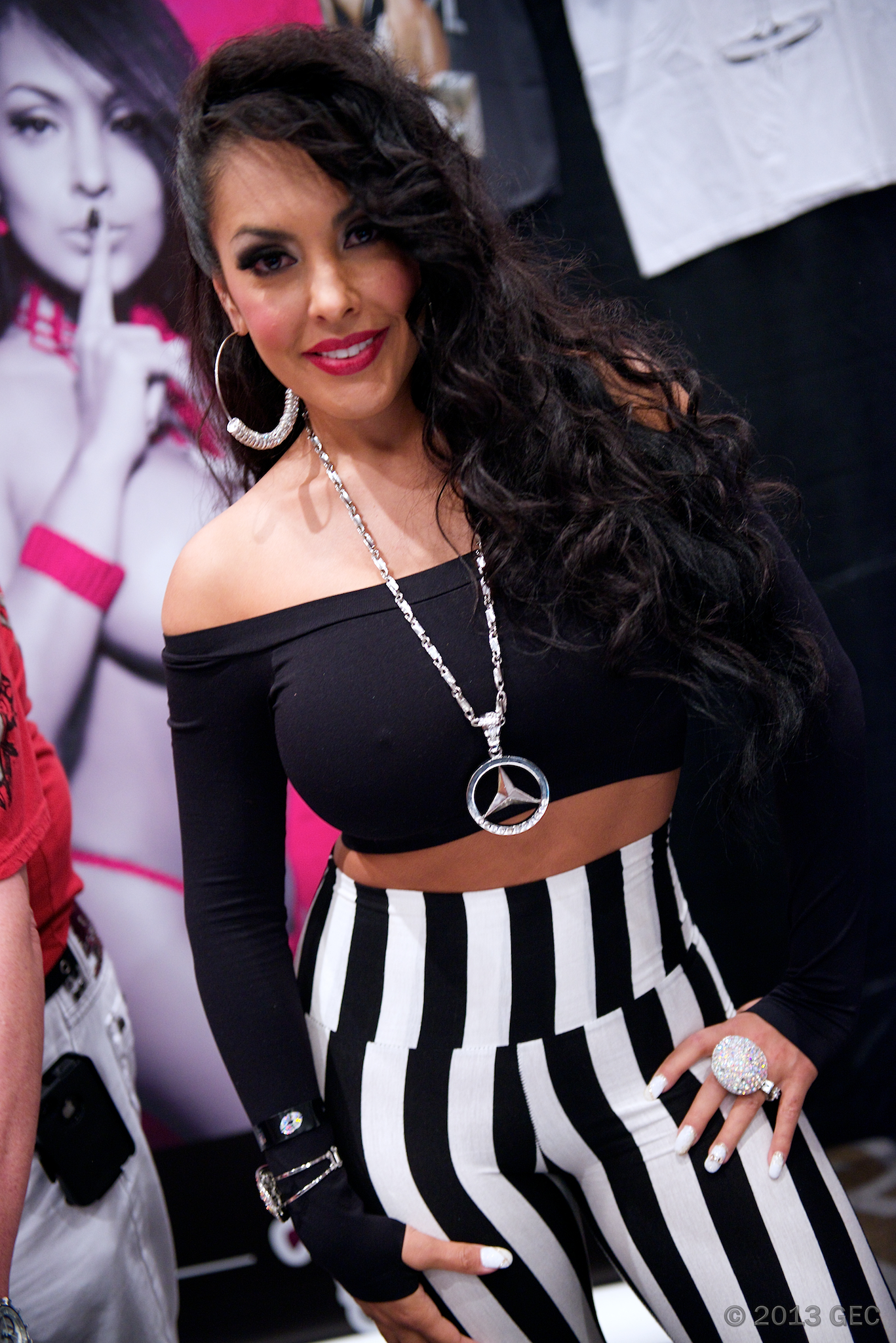
Nina Mercedez

Nina Mercedez (Corpus Christi, Texas, 1979. november 10. –) amerikai pornószínésznő.
Nina Mercedez olasz és mexikói szülők gyermeke. A The Jenny Jones Showban tűnt fel elsőnek. A Penthouse, a Hustler, a Muscular Development és a The New York Times közölte le a képeit.

## Válogatott filmográfia
| - The Erotic Traveler (2007) - Válogatott gyilkosok (2012) - Where the Boys Aren't 18 (2007) (V) - What Happens Between My Tits Stays Between My Tits (2006) (V) - Who Do You Love? (2006) (V) - Illicit (2006) (V) - Grudge (2006) (V) - Bellisima (2005) (V) - Dasha: Like a Geyser (2005) (V) - Coming on Set (2005) (V) - Karma (2005) (V) - Bare Naked (2005) (V) - Freeze Frame (2005) (V) | - Vivid Vegas Party (2005) (V) - Industry (2005) (V) - Blue Collar (2005) (V) - Zipless (2005) (V) - Take My Wife (2005) (V) - Tit Happens (2004) (V) - Dairy Made (2004) (V) - Diary of an Orgy (2004) (V) - Perfect Kiss (2004) (V) - Out of Control (2004) (V) - Acting Out (2004) (V) - Poke Her (2004) (V) |

## Díjak
- 2001: Miss Nude North America
- 2001: Miss Nude International
- 2002: Adult Nightclub & Exotic Dancer Award winner - Exotic Dancer/Entertainer of the Year[7]
- 2002: Penthouse Golden G-String Award[7]
- 2003: Miss Nude Universe
- 2004: Adult Nightclub & Exotic Dancer Award winner - Exotic Dancer’s Adult Performer of the Year[7]
- 2006: AVN Award nominee - Best Anal Sex Scene - Film
- 2007: AVN Award nominee - Best Actress - Video
- 2007: F.A.M.E. Award finalist - Hottest Body[8]
- 2008: F.A.M.E. Award finalist - Favorite Breasts[9]
- 2008: AVN Award nominee - Best All-Girl Sex Scene - Video
- 2009: AVN Award nominee - Best All-Girl Group Sex Scene
- 2009: AVN Award nominee - Best All-Girl 3-Way Sex Scene
- 2009: Fame Registry winner - Most Luscious Latina[10]
- 2011: Adult Nightclub & Exotic Dancer Awards winner - Miss ExoticDancer.com of the Year[11]
- Latina Porn Awards - Performer of the Decade[12]